# Guldstare
Guldstare (Mino anais) är en fågel i familjen starar inom ordningen tättingar.

## Utseende och läte
Guldstaren är en rätt stor stare i svart, gult och vitt. Den är svart på ansikte, rygg och buk, medan den är gul på bröst, hals och nedre delen av buken. Den har vitt på undersidan av stjärten och en vit vingfläck som syns väl i flykten. Näbben är ljust och ögat gult. Fåglar i nordväst har helsvart huvud, medan de i centrala delen av utbredningsområdet har gul hjässa. Arten liknar papuastaren, framför allt i flykten, men guldstaren har till skillnad från denna svart ansikte och gult på bröst och gump. Bland lätena hörs en ljus fallande vissling, en kort melodisk klockliknande fras som upprepas i intervaller samt ett raspigt och grodlikt "gauu!".

## Utbredning och systematik
Guldstare delas in i tre underarter:
- M. a. anais – förekommer i låglänta områden på nordvästra Nya Guinea och Salawati
- M. a. orientalis – förekommer på norra Nya Guinea (i öster till Huonhalvön) och Yapen
- M. a. robertsonii – förekommer på södra Nya Guinea (i öster till Milne Bay)

## Levnadssätt
Guldstaren är en ovanlig fågel som hittas i trädkronor i låglänta skogar. Den ses ofta i flockar vid fruktbärande träd, ibland tillsammans med papuastaren.

## Status och hot
Arten har ett stort utbredningsområde, men tros minska i antal, dock inte tillräckligt kraftigt för att den ska betraktas som hotad. Internationella naturvårdsunionen IUCN listar arten som livskraftig (LC).